# Cato (Los juegos del hambre)
Cato fue el Tributo Masculino del Distrito 2 en los 74º Juegos del Hambre y uno de los principales antagonistas de Los Juegos del Hambre, porque era parte de los Tributos Profesionales. Fue el líder de la alianza de los Profesionales formada por los tributos de los Distritos 1, 2 y 4 (en el filme solo los Distritos 1 y 2) en los 74.os Juegos del Hambre. Como Katniss Everdeen, se hizo voluntario para los Juegos.

## Biografía
Este enorme, fuerte y brutal tributo del Distrito 2 es el enemigo principal de Katniss Everdeen en los 74.os Juegos del Hambre. Es visto como la amenaza más peligrosa para todos los tributos de entre todos los Profesionales. Obsceno, vulgar, e implacable, Cato utiliza su furia para casi todo y lucha bastante para ganar. En el libro, desde el punto de vista de Katniss, se refiere a él como "un chico monstruoso del Distrito 2, que se lanza hacia delante para ser voluntario". Es un Tributo Profesional, y durante toda su vida ha entrenado para los Juegos del Hambre. Durante la Cosecha, después de que Clove es elegida o se hace voluntaria para ser la Tributo Femenino, Cato se lanza hacia delante y se hace voluntario para ser el Tributo Masculino ya que tenía confianza en sus habilidades y creía que podía ganar. Fue el último tributo en morir en los 74.os Juegos del Hambre, siendo mutilado hasta el punto de morir por mutaciones que los Vigilantes crearon con el ADN de los tributos muertos. Es finalmente asesinado por una flecha en la cabeza, disparado por Katniss como un acto de piedad. Cato es también uno de los tributos que se quedaron atrapados en la mente de Katniss, tanto en la cosecha como en las entrevistas, junto con Comadreja, la tributo del Distrito 5, y Rue. Cato fue también la persona responsable de herir gravemente la pierna Peeta Mellark.

## 74.osJuegos del Hambre

### Desfile de tributos
En la película, Cato entra al desfile de los tributos llevando un traje romano junto con su compañera de distrito Clove. Cato observa y escucha la conversación de Katniss y Haymitch Abernathy después del desfile y les da una mirada sucia.

### Entrenamiento
En el libro, Cato entrena en las estaciones de espada y lanza y muestra su destreza con las armas. Probablemente mostró sus habilidades con una o ambas armas a los Vigilantes en su sesión privada.
En la película, Cato y los otros tributos entrenan y se preparan para los Juegos. Cato ve la debilidad de Peeta y lo ve como si fuera "comida" hasta que Peeta muestra su verdadera fuerza, sorprendiendo a Cato y a los otros Profesionales. Cato se enoja cuando cree que el Tributo del Distrito 6 tomó su cuchillo, que en realidad fue tomado por Rue cuando él no estaba mirando y se mantuvo fuera de vista en la estación de escalada. Provocó una pelea con el otro Tributo hasta que los Agentes de la paz los separan. Como es un profesional, recibe la alta puntuación de 10.

## Entrevistas
Es un honor representar a mi distrito, un luchador Estoy preparado, soy feroz, ya puedo iniciar
Cato en su entrevista

En el libro, Katniss describe Cato como una "máquina de matar despiadada." En la película, Cato lleva un traje gris
y responde a Caesar diciendo que él se siente listo y preparado para ir a los juegos.

### Baño de sangre
Cato, junto con los otros Profesionales, mataron a otros tributos por suministros como armas, medicina, y como de la Cornucopia.Cato mató a muchos tributos en el Baño de Sangre, mató al tributo masculino del Distrito 6, también hirió al tributo masculino del Distrito 10 cortándole el estómago con un machete, En la película mató a la tributo femenino del Distrito 4 cortándole el estómago y lanzándola a un cajón de suministros.Muchos de los tributos que murieron el Día 1 fueron asesinados por los Profesionales en la Cornucopia. Después del Baño de sangre, Peeta, el Tributo del Distrito 3 y los otros Tributos Profesionales forman una alianza y trabajan juntos para matar a cualquiera que pareciera vulnerable, o una amenaza. En el libro sin embargo, Clove, Marvel, Glimmer y la Tributo del Distrito 4 forman una alianza fuerte, para matar a Katniss pero murieron intentando sacarla del Juego.

### Alianza
Como es típico en los Juegos, los Tributos Profesionales de los 74º Juegos del Hambre formaron una alianza. Extrañamente, otros tributos que no eran Profesionales entraron al grupo. La alianza incluía a Glimmer, Marvel, Clove, Cato, el Tributo del Distrito 3, la Tributo del Distrito 4 (en el libro, solo el Tributo del Distrito 4 muere en el Baño de sangre), y Peeta. La alianza de los Profesionales comienza a matar a través de la arena. En la película, se muestra que hay algo sucediendo entre Glimmer y Cato. Cuando Katniss mira abajo a los Profesionales durmiendo, Glimmer estaba durmiendo en el brazo de Cato.
En la primera noche, los Profesionales van a la caza de tributos y descubren a la chica del Distrito 8 haciendo una fogata para calentarse. Cato intenta matarla, pero notan que los Vigilantes retienen el disparo del cañón, por lo que Peeta se da cuenta de que algo está mal y vuelve a "terminar el trabajo". Cuando se va, los Profesionales discuten sobre si deberían matar a Peeta ahora, pero deciden dejar que se quede, ya que es su mejor oportunidad de encontrar a Katniss. A los pocos días del comienzo de los Juegos del Hambre, justo después de que los Vigilantes provocaran unos incendios enormes para juntar a los tributos, los Profesionales se las arreglaron para encontrar y perseguir a Katniss a un árbol. Cato intentó subir al árbol en el que Katniss estaba y matarla, pero se cayó, ya que las ramas no podían soportar su peso. Glimmer hace un intento con su arco y flechas para disparar a Katniss, pero no tiene experiencia con el arma y falla. Los Profesionales, a sabiendas de que será difícil matar a Katniss mientras ella esté en un árbol, deciden hacer un campamento debajo de ella, para que no pueda escapar sin que lo sepan.
Algún tiempo después, Cato y los otros Profesionales van donde el Tributo del Distrito 3, a quien dejaron unirse a su alianza con la condición de que iba a volver a colocar las minas en la arena para proteger sus suministros. Los Profesionales ven la fogata encendida por Rue (como un señuelo para los Profesionales) y van a matar al tributo que la ha iniciado, llevando al Tributo del Distrito 3 con ellos. Cuando la Comadreja se las arregla para robar algo de comida de la Cornucopia con una serie de pasos cuidadosamente colocados, Katniss se da cuenta de que el Tributo del Distrito 3 había sacado las minas de los círculos metálicos y las reubicó, pero Comadreja los había estado acechando y encontró un camino para llegar a salvo a los suministros, llevando solo un poco a la vez para que no se dieran cuenta. Katniss dispara con cuidado a una bolsa de manzanas, haciendo que se cayeran y activaran las minas, que destruye los suministros de los Profesionales. Cuando Cato se da cuenta de esto, se pone furioso con el trabajo del Tributo del Distrito 3, y le rompe el cuello, matándolo instantáneamente. Los otros Profesionales buscan algo que salvar, pero no encuentran nada. Marvel y Clove son capaces de calmarlo diciéndole que el que destruyó los suministros fue asesinado probablemente por la explosión. La explosión de las minas también daña el oído izquierdo de Katniss, dejándola parcialmente sorda.Katniss ve a Rue en un árbol cercano, que en silencio señala un nido de Rastrevíspulas que está unas ramas más arriba de Katniss, el cual estaba sedado por el humo. Katniss corta la rama y el nido cae sobre el campamento de los Profesionales en el suelo. Mientras Glimmer y la Tributo del Distrito 4 son asesinadas por las picaduras antes de huir, Cato y los otros Profesionales logran escapar a un lago cercano. Katniss corre en la otra dirección, pero se regresa por el arco y las flechas que el cuerpo sin vida de Glimmer estaba agarrando. Peeta regresa y se alarma porque Katniss sigue ahí, y la impulsa a correr. Mientras lo hace, Cato regresa del lago y se da cuenta de lo que había hecho Peeta. Mientras Katniss escapa, Peeta pelea con Cato, lo que resultó en una herida en la pierna de Peeta, con la adición de las picaduras de Rastrevíspulas y quemaduras.

### El Banquete
Durante el Banquete, Cato y Clove formaron un plan en el que Cato estaría explorando la zona por si encontraba a cualquier tributo escondido cerca mientras que Clove tomaba su mochila. Cato estaba buscando a Thresh y Katniss, ya que sabía que Peeta se encontraba muy débil .Clove ataca a Katniss después de correr hacía la mesa del banquete a por su mochila. Cuando Thresh escucha hablar a Clove acerca de su compañera de distrito, Rue, mata a Clove rompiéndole el cráneo con una piedra de gran tamaño (aunque en la película, la mata golpeándole la cabeza dos veces contra la Cornucopia). Katniss le dice a Thresh sobre su alianza con Rue y que le había cantado cuando ella murió, y luego la cubrió de flores. Cato escuchó los gritos de Clove y corrió en su búsqueda, pero ya era demasiado tarde. Thresh lleva tanto su mochila como la de Cato y huye hacía su campo, sabiendo que Cato lo perseguirá en lugar de Katniss para reclamar su mochila, que contiene lo que más necesita. Cato presuntamente mata a Thresh unos días más tarde, durante una gran tormenta, en los campos llenos de grano, (aunque en la película, Thresh muere a manos de las mutaciones de lobo) posiblemente, por venganza por la muerte de Clove. Se desconoce si tenían una relación previa a los juegos, ya que ambos vienen del mismo distrito y él se veía algo afligido por su muerte (en el libro). Se presume que la mochila de Cato (y la de Clove) contenía una armadura, que protegería a Cato y a Clove de las flechas de Katniss, ya que ella era vista como la amenaza más grande que quedaba en la competencia.

### Muerte
" Vamos, tira. Yo moriré con él, y tú ganaras. Estoy muerto, de todas formas! Siempre lo estuve, ¿no? Yo no lo supe hasta ahora. ¿No es eso lo que quieren, ¿eh? No. Aun puedo hacerlo. Aun lo puedo hacer. Un muerto más. Es lo único que sé hacer. Llevar orgullo a mi distrito. No es que importe
Cato a Katniss

En el último día de los Juegos, las mutaciones de lobo aparecieron de la nada, persiguiendo a Cato fuera del bosque. Katniss y Peeta pensaban que él iba a matarlos, por lo que Katniss le dispara una flecha en el pecho, pero rebota ya que él estaba usando alguna armadura que se piensa que estaba en la mochila del Distrito 2. Él alcanza y pasa a Peeta y Katniss y se dirigió a la Cornucopia, luego Katniss y Peeta los siguen, siendo también perseguidos por una manada de mutaciones. Mientras que Katniss está ocupada luchando contra las mutaciones, Cato bloquea ferozmente a Peeta, cortándole la respiración. Katniss se da la vuelta, dispuesta a disparar con su arco pero Cato le señala que si ella le dispara, tanto él como Peeta caerían sobre las mutaciones. Mientras sostenía a Peeta, Cato da un discurso sobre ser un peón del Capitolio y afirma que sólo quería llevar orgullo a su distrito, afirmando que lo único que sabía hacer era matar. Casi sin opciones, Peeta temblorosamente dibuja una "X" con sangre en la mano de Cato con su dedo y Katniss dispara su flecha a la mano de Cato, forzándolo a soltar al casi inconsciente Peeta y cae sobre los mutos. Al principio Cato peleó con ellos, los sonidos de su espada chocando contra la carne de los mutos y contra la Cornucopia es lo único que se escucha durante un tiempo pero finalmente es debilitado, dejándolo a merced de las mutaciones. Las mutaciones atacan a Cato brutalmente durante horas, él estaba demasiado débil para defenderse.
Después de lo que se percibe como horas, Katniss escucha gemidos de dolor y desesperación de Cato y decide usar su última flecha para poner fin a su sufrimiento. Ella salta a la boca de la Cornucopia y encuentra a Cato ensangrentado y apenas con vida. Él le dice "por favor", y por lástima, no por venganza, ella le dispara una flecha a su cráneo, matándolo al instante. Cato quedó de tercero de los 24 tributos.
En la película, Cato no sufre por mucho tiempo. Después de caer sobre las mutaciones, Katniss le dispara una flecha en su corazón.

## En Llamas
Katniss y Peeta van a Distrito 2 en su Gira de la Victoria y ven a la familia de Cato. Katniss trató de no verlos a los ojos, ya que era ella la responsable de la muerte de Cato. Katniss afirmaba que recordaba a Cato, Clove, Enobaria y Brutus sedientos de sangre y ansiedad por ganar los Juegos del Hambre. Katniss va al Distrito 2 y explica que ella recordaba que vio a las familias de Cato y Clove en duelo en el Edificio de Justicia, durante su Gira de la Victoria.

## Posesiones
Durante los Juegos, Cato, al ser un Tributo Profesional, tenía muchos suministros como medicina, comida, agua y armas de la Cornucopia, las que fueron destruidas cuando Katniss activó las minas re-colocadas por el Tributo del Distrito 3. Cato solo se quedó con su espada, y luego recibió una armadura para el cuerpo del Capitolio, en su mochila del Distrito 2 en el banquete. Esto le permitió esquivar las flechas y cuchillos cuando eran lanzados a su pecho. Sin embargo, era muy fuerte cuando fue atacado por las mutaciones, permitiéndole sufrir por horas mientras las mutaciones intentaron morder su carne.

## Descripción
Fuerte, muscular, apuesto y rubio, este monstruoso chico del Distrito 2 no tenía ninguna restricción cuando era el momento de matar, y se piensa que fue el tributo más peligroso en los juegos. Él usaba todas las armas que podía tener en sus manos. Podía ahogar a cualquier persona fácilmente en pocos segundos colocando sus manos en su garganta, y demostró esta potencia física, agarrado a otro tributo (el Tributo del Distrito 3) y rompiéndole el cuello casi al instante. Es uno de los tributos más temido de los Juegos, pero es considerado el segundo más fuerte de los tributos (Thresh siendo el primero). Esta reputación se solidificó después de supuestamente matar al enorme Thresh.

## Personalidad
Desafiante y estúpidamente valiente, Cato nunca se da por vencido. Después de que Katniss destruye sus suministros, desata otro lado de él, una parte que convence a Katniss de que él no está completamente cuerdo. Decidido a ganar, él hace todo lo posible para lograr su objetivo. Cato es sanguinario y no le importa a quién debe matar en el proceso, cuyas vidas gastan, siempre y cuando él salga con vida. Como Glimmer y Clove el realmente odiaba a Katniss ya sea por su puntuación de 11 en entrenamiento, burlándose de ellos en el árbol, o el incidente de las Rastrevíspulas. Él expresa esto cuando dijo que quería encontrarla y matarla a su manera. Más tarde, mostró compasión y humanidad cuando Clove fue asesinada, y en la película, al dar un discurso al final sobre ser un peón de los Juegos del Capitolio.
A pesar de su naturaleza mortal, Cato parece ser por lo menos parcialmente leal a sus amigos y aliados. Cuando su compañera del Distrito 2, Clove, está a merced del peligroso Tributo del Distrito 11, Thresh, corre en su ayuda, siendo buscado por Katniss y Peeta. Cuando llegó, le ruega que se quede con vida, pero es muy tarde. Cato estaba verdaderamente triste por su muerte, y en otro ataque de ira, persigue a Thresh para vengar su muerte. En ese momento, podrían haber utilizado el mismo acuerdo de Katniss y Peeta y ambos hubieran sido coronados vencedores.
Cato no es exhaustivo, pero muy descuidado durante los Juegos, lo cual se muestra cuando hirió a Peeta en lugar de haberlo matado, y cuando posiblemente apuñaló a la Tributo del Distrito 8, pero tuvo alguien que devolverse cuando su cañón no había sonado. Su arrogancia pareció costarle muy caro en los Juegos.

## Víctimas
Cato, junto con los otros Profesionales, mataron al menos seis tributos en total. Él mató unos dos tributos. Los únicos conocidos asesinados por él fueron en particular Thresh y elTributo del Distrito 3.
En la película y el libro, Cato mató al Tributo del Distrito 3, un aliado de ellos. Cuando se fueron para matar a Rue en una de sus fogatas, lo dejaron cuidando la pirámide de suministros, dejándolo solo con una lanza de Marvel. Se sienta educadamente en sus asientos, mientras que Comadreja hace su camino a través de las minas para arrebatarle una mochila de la pirámide, y luego salir corriendo. Él la escucha correr hacía el bosque y se va en busca de ella con la lanza. Katniss tenía su flecha apuntando a un saco de manzanas, y corta la parte superior. Sin romper el saco, Katniss apunta a la parte inferior, y funciona. Las manzanas se deslizan hacía las minas, volando todos los suministros que los Profesionales habían atesorado. Cato, Clove, Marvel se regresan enojados. Cato le preguntó al Tributo del Distrito 3 cómo había sucedido. Mientras los otros hurgaban por artículos que estuvieran todavía en condiciones, pero las minas destrozaron todo. Cato estaba tan loco, que simplemente le hizo una llave en la cabeza (en la película, le rompe el cuello), y mueve su cabeza bruscamente hacia un lado, rompiendo su cuello y causándole la muerte, mientras cae al suelo. Los Profesionales continúan, mientras Clove trata de calmarlo.
En la película, Cato no mata a Thresh. Mató al Tributo del Distrito 6, en el Baño de sangre como prometió en el entrenamiento. Cuando el Tributo intentó apuñalarlo, él agarró su brazo armado y cortó su pierna con una hoz, haciendo que se cayera, siguiendo con otra puñalada en el estómago, haciéndole chocar en el suelo con impacto. Luego lo apuñala otra vez en el estómago. Luego toma su cabeza y la golpea repetidamente una caja de suministro. Casi al final del Baño de sangre, Cato es mostrado matando al Tributo del Distrito 4, cortándole la garganta con un machete, haciendo que el tributo retrocediera y chocara con una caja de suministros, salpicando sangre sobre ella.
No se muestra a Cato asesinando a la Tributo del Distrito 8, más bien, él le pasa su espada a Glimmer, que se presume que hizo el trabajo, aunque esto no ocurre en el libro, ya que él mismo informa: "Está muerta, la he atravesado yo mismo".
Es el profesional que más tributos mató, 5 en total. En la película asesina a 4 tributos. 

## Representación en la película
Alexander Ludwig interpretó el papel de Cato en la película Los Juegos del Hambre.

## Doblaje
- Javier Olguín (Latinoamérica)
- Rodri Martín (España)

## Curiosidades
- Recibió una puntuación de 10, al igual que su compañera de distrito, Clove.
- Sus probabilidades de ganar eran 3-1, las probabilidades más altas de los Juegos.
- Cato es el único tributo profesional conocido que se hizo voluntario para los 74.os Juegos del Hambre.
- Mató al Tributo del Distrito 6, como lo prometió. Usó una Guadaña para matarlo.
- En la película, mata a ambos tributos del Distrito 4 durante el baño de sangre.
- Pesa 84 kilos.
- En la película Cato junto con Glimmer son los únicos profesionales que se ven hablando en sus entrevistas. Además ambos parecen tener un interés romántico, en el libro eso no sucede.
- El actor Alexander Ludwig originalmente postuló al papel de Peeta Mellark durante las audiciones, pero le fue dado el de Cato después.